# Police saoudienne

Écusson de la police saoudienne.

La police saoudienne dépend du Ministère de l'intérieur, qui chapeaute aussi la  Police secrète.

## Composition
La Police royale saoudienne comprend :
- la Police de sûreté composé des agents en uniforme,
- et la police d'investigation

## Dans la culture populaire
La Police saoudienne est notamment visible dans le film de 2007 Le Royaume.
- Site officiel